# أماروني
أماروني (كالابريا: لاماروني؛ باليونانية: امارونوي) هي بلدة كومون في مقاطعة كاتانزارو، في منطقة كالابريا جنوب إيطاليا.

## المدن المتشابهة
- Risch-Rotkreuz, Switzerland